# 小山田政弘
小山田 政弘（こやまだ まさひろ、1903年8月30日 - 1990年1月23日）は、日本の政治家。鹿児島県姶良郡蒲生町長（第10代、3期）。元は旧制鹿児島二中教諭を長く務めた教育者。

## 経歴
鹿児島県姶良郡蒲生村（後の蒲生町、姶良市の一部）生まれ。1922年3月鹿児島県立加治木中学校（現鹿児島県立加治木高等学校）卒業。1926年3月東洋大学国文科卒業。鹿児島実業学校（現鹿児島実業高等学校）、鹿児島和洋裁縫女学校（現鹿児島城西高等学校）勤務を経て、鹿児島県立第二鹿児島中学校（鹿児島二中、現鹿児島県立甲南高等学校）で国語・漢文の教諭を1927年8月31日から約20年間務める。1947年4月重富村立重富中学校初代校長に就任。1952年4月国分町立国分中学校（統合前）第2代校長に就任。1956年4月より鹿児島県立蒲生高等学校講師。1960年10月蒲生町教育委員会教育長に就く。
1961年5月、第10代蒲生町長に就き、3期12年間務める。在任中、町上水道事業の開始、橋、道路、公民館、体育館、学校講堂、校舎などのインフラ整備、町立幼稚園開園などに取り組んだ。幹部官僚の鎌田要人（後に自治事務次官、鹿児島県知事）、坂元貞一郎（後に厚生事務次官）、今村武俊（後に鹿児島女子大学学長、鹿屋体育大学学長）らの鹿児島二中時代の恩師としても知られた。町長在任中の当時、自治省、厚生省、文部省それぞれに彼らが中堅官僚として在籍しており、その協力も得て町政を進めた。1973年5月、3期目の任期満了をもって町長を勇退し、鹿児島二中での教え子で蒲生町出身の鹿児島県林務部長池田正辰が次代の町長となった。地方自治功労により、1973年11月3日勲五等双光旭日章受章。死去日1990年1月23日付で従六位に叙される。